# فينلي هاميلتون
فينلي هاميلتون هو محامي وسياسي أمريكي، ولد في 19 يونيو 1886، وتوفي في 10 يناير 1940. نشط حزبياً في الحزب الديمقراطي. وقد انتخب عضو مجلس النواب الأمريكي ‏.